# لئوپولد آوگوست آبل
لئوپولد آوگوست آبل (آلمانی: Leopold August Abel؛ ۲۴ مارس ۱۷۱۸ – ۲۵ اوت ۱۷۹۴) آهنگساز و نوازندهٔ ویولن اهل آلمان بود.
او نواختن ویولن را از فرانتس بندا فرا گرفت و در ارکستری در براونشوایگ مشغول به‌کار شد، تا آنکه به عنوان رهبر ارکستر دربار «گونتر فریدریش کارل دوم» (۱۷۵۸)، «فردریک ویلیام» (۱۷۶۶) و «دوک شورین» (۱۷۷۰) انتخاب شد. با این حال او هرگز به شهرت برادر بزرگش کارل فریدریش آبل نرسید.